# کانگ ته اوه
کانگ ته اوه (کره‌ای: 강태오؛ زادهٔ کیم یون هوان در ۲۰ ژوئن ۱۹۹۴) بازیگر و خواننده اهل کره جنوبی است. او عضو گروه سورپرایز بود. محبوبیت او به خاطر بازی در مجموعه تلویزیونی وکیل وو خارق‌العاده (۲۰۲۲) افزایش پیدا کرد.

## فیلم‌شناسی

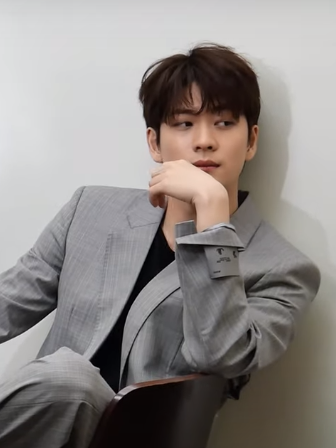
کانگ ته اوه در سال ۲۰۲۱

### فیلم
| سال  | عنوان        | نقش        | توضیحات      | منابع |
| ---- | ------------ | ---------- | ------------ | ----- |
| ۲۰۱۴ | ویدئوی آهسته | جانشین     | حضور افتخاری | [ ۱ ] |
| ۲۰۱۸ | فنگ شویی     | وون کیونگ  |              | [ ۲ ] |
| ن/م  | در رو باز کن | کارآگاه نا |              | [ ۳ ] |

### مجموعه تلویزیونی
| سال       | عنوان                             | نقش                          | توضیحات                  | منابع         |
| --------- | --------------------------------- | ---------------------------- | ------------------------ | ------------- |
| ۲۰۱۳      | دراما فستیوال – نجات وانگ جو هیون | نام نام چول                  | درام تک قسمتی            |               |
| ۲۰۱۳–۲۰۱۴ | دوشیزه کره                        | پسر ما ئه ری                 |                          | [ ۴ ]         |
| ۲۰۱۴      | همیشه جوان                        | لی جون سو                    |                          | [ ۵ ]         |
| ۲۰۱۵      | گل ملکه                           | هو دونگ گو                   |                          | [ ۶ ]         |
| ۲۰۱۵      | ۲۰ ثانیه                          | جوانی وو چول                 |                          |               |
| ۲۰۱۵      | بانوی عزیزم                       | چوی یونگ کوانگ               |                          | [ ۷ ]         |
| ۲۰۱۶      | همیشه جوان ۲                      | لی جون سو / جیک              |                          | [ ۵ ]         |
| ۲۰۱۷      | تو خیلی زیادی                     | لی کیونگ سو                  |                          | [ ۸ ]         |
| ۲۰۱۸      | کوتاه                             | کانگ هو یونگ                 |                          | [ ۹ ]         |
| ۲۰۱۸      | آن مرد اوه سو                     | کیم جین وو                   |                          | [ ۱۰ ] [ ۱۱ ] |
| ۲۰۱۹      | افسانه نوکدو                      | چا یول مو / شاهزاده نونگ‌یانگ |                          | [ ۱۲ ]        |
| ۲۰۱۹      | نواقص عشق                         | جونگ ته اوه                  | حضور افتخاری (قسمت ۱، ۶) | [ ۱۳ ]        |
| ۲۰۲۰–۲۰۲۱ | ران آن                            | لی یونگ هوا                  |                          | [ ۱۴ ]        |
| ۲۰۲۱      | ویرانگر در خدمتگزاری شما حاضر است | لی هیون کیو                  |                          | [ ۱۵ ]        |
| ۲۰۲۱      | درامای ویژه کی‌بی‌اس                | چا مین جه                    | درام تک قسمتی            | [ ۱۶ ]        |
| ۲۰۲۲      | سی و نه                           | دوست پارک هیون جون           | حضور افتخاری (قسمت ۱۱)   | [ ۱۷ ] [ ۱۸ ] |
| ۲۰۲۲      | وکیل وو خارق‌العاده                | لی جون هو                    |                          | [ ۱۹ ]        |
| ۲۰۲۵      | آزمایشگاه سیب زمینی               | سو بک هو                     |                          |               |